# Ittrio-90
L'ittrio-90 (
9039Y) è un isotopo radioattivo dell'ittrio prodotto dal decadimento dello 
9038Sr e del Ra 226. Questo isotopo ha importanti applicazioni mediche ed è ampiamente utilizzato in radioterapia per la cura del cancro.

## Decadimento
L'ittirio-90 va incontro a decadimento β− con un'emivita radioattiva di 64 ore e un'energia di decadimento di 2,28 MeV. Il decadimento produce anche una piccola quota di fotoni di energia pari a 1,7 MeV (corrispondente allo 0,01% dell'energia emessa). L'interazione degli elettroni emessi con la materia può portare ad una radiazione bremsstrahlung, che può essere usata nella diagnostica per immagini SPECT.

## Produzione
L'ittrio-90 è un prodotto di decadimento dello stronzio-90 che costituisce circa il 5% degli isotopi radioattivi derivanti dalla fissione dell'uranio. L'ittrio-90 è ottenuto tramite separazione ad elevata purezza chimica dai prodotti di fissione dell'uranio nei reattori nucleari.